# Kyffhäuser

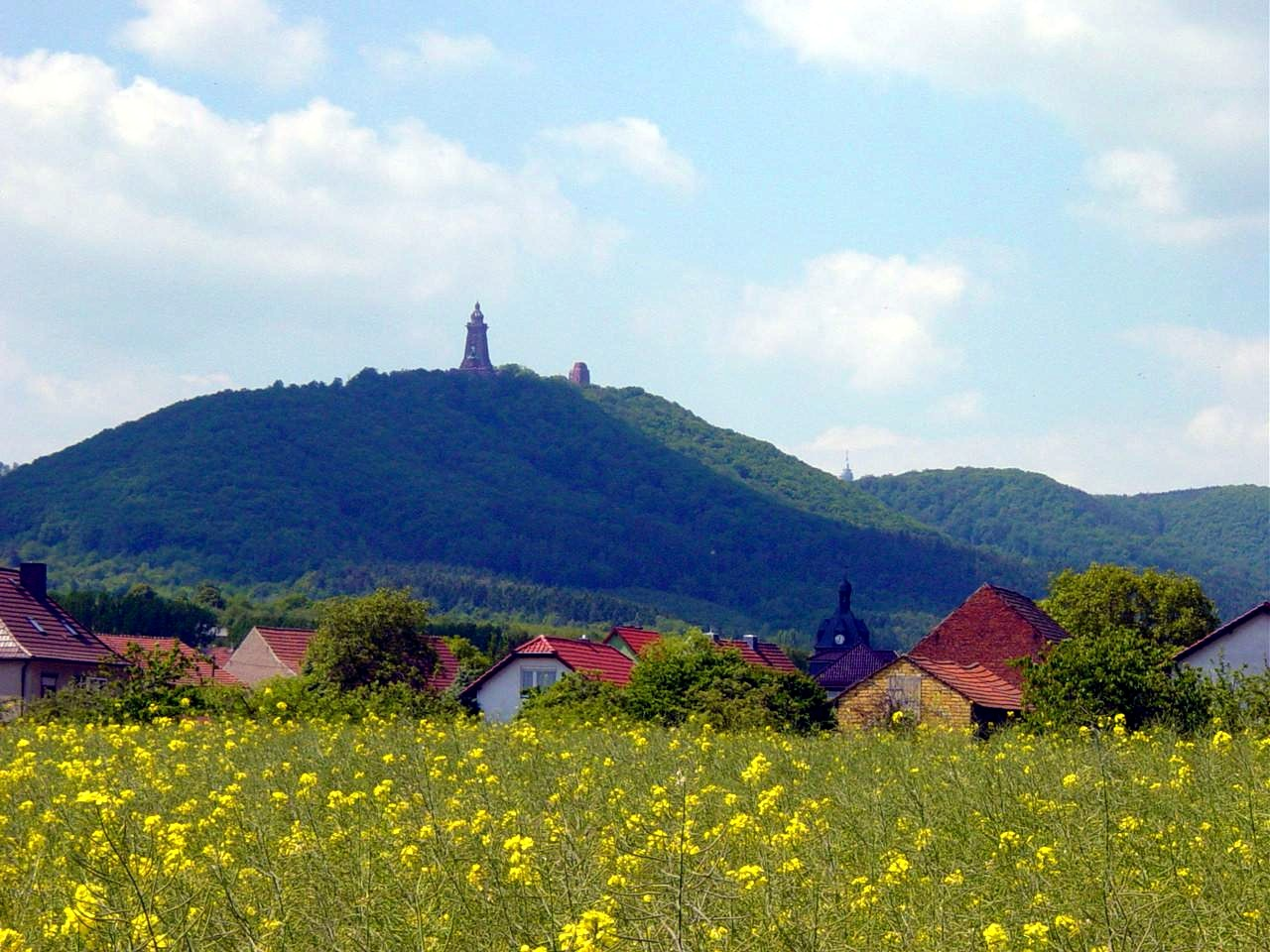
Vy över Kyffhäuser

Kyffhäuser är en bergås i gränsen mellan de tyska förbundsländerna Thüringen och Sachsen-Anhalt.
Åsen är begränsad av Goldene Aue, som skiljer den från Harz. På norra huvudkammen finns borgruinen Rothenburg. På södra sidan av bergskedjan ligger den 350 m långa Barbarossagrottan.

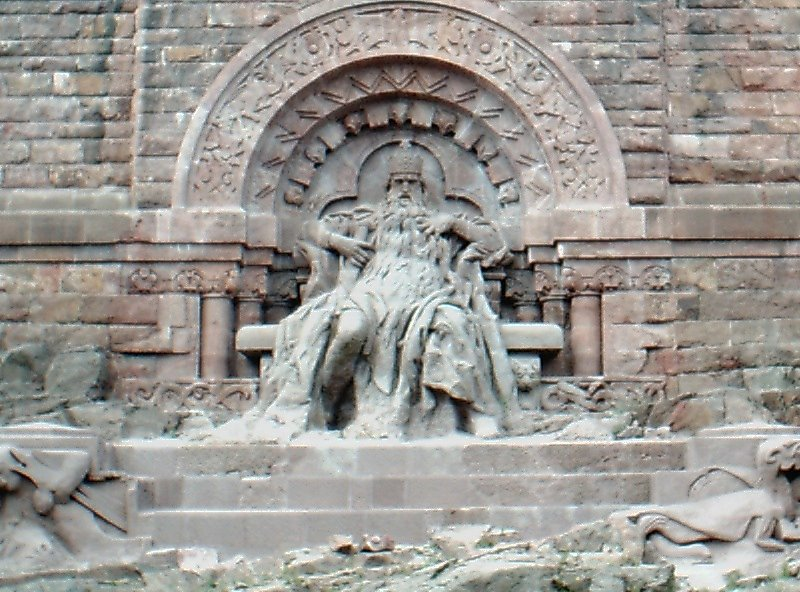
Barbarossastatyn.

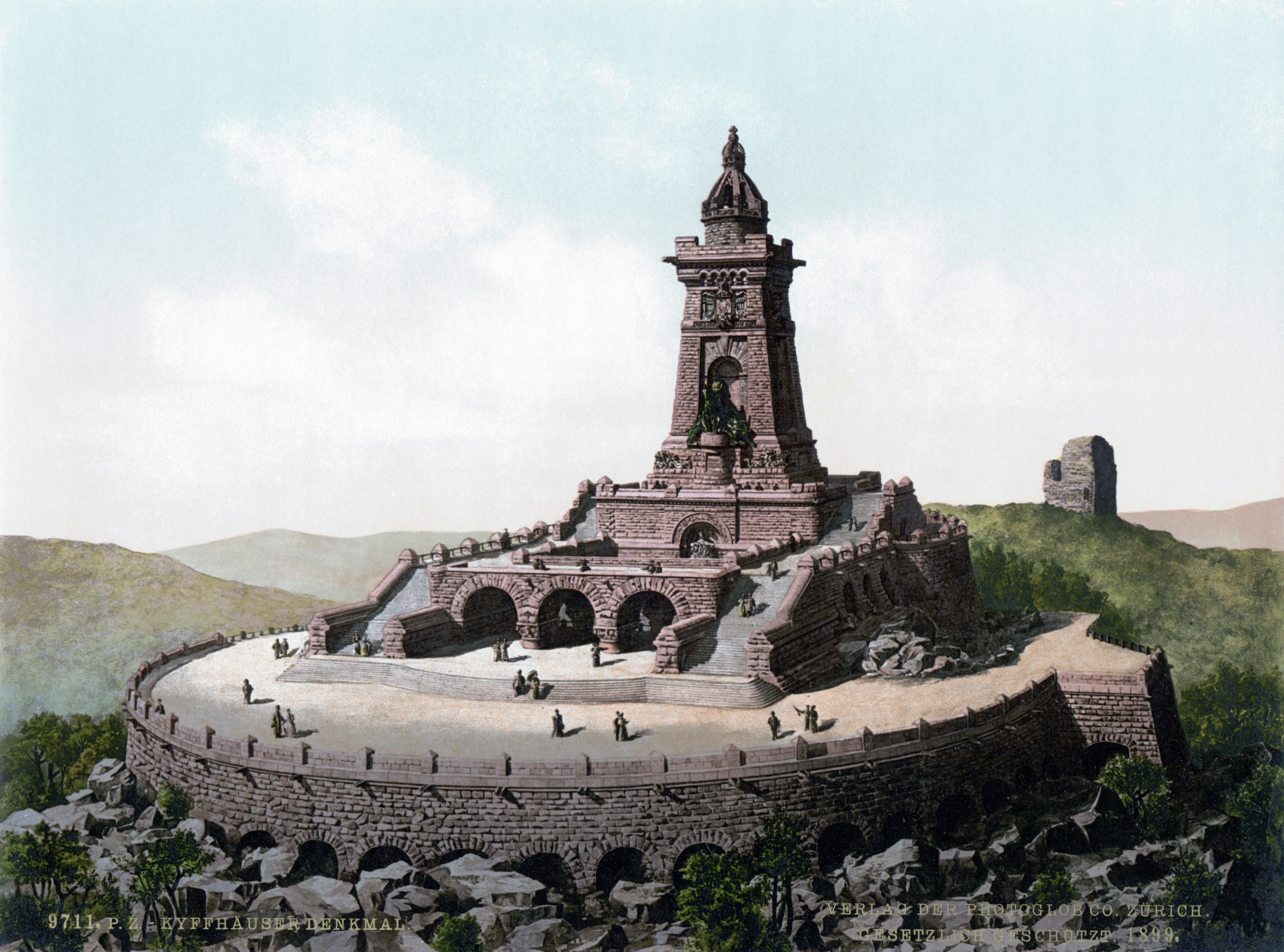
Kyffhäusermonumentet

Sedan finns borgruinen Kyffhausen på Kyffhäuser. Borgen, som ofta var Hohenstaufernas residens, blev sannolikt anlagd på 900-talet och till den knyts många tyska folkliga föreställningar och sägner. 1896 invigdes helt nära borgen Kyffhausen ett 81 m högt monument efter ritningar av Bruno Schmitz. Underbyggnaden består av flera över varandra liggande terrasser. På monumentets sockel finns kejsar Fredrik Barbarossas staty, modellerad av Nikolaus Geiger. Trappor för upp till den av hörntorn prydda översta terrassen; den uppbär en massiv kvadratisk tornliknande byggnad, som avsmalnar uppåt. Mitt över Barbarossas staty, framför tornbyggnaden, står omgiven av allegoriska gestalter Vilhelm I:s 11 m höga ryttarstaty av driven koppar, modellerad av Emil Hundrieser.